# Askival
Askival (gaelsky Aisgeabhal) je nejvyšší hora pohoří Cuillin na ostrově Rùm ve skotských Vnitřních Hebridách. Askival dosahuje nadmořské výšky 812 metrů (2 664 stop) a je zároveň nejvyšším vrcholem ostrovní skupiny Small Isles (v překladu Malé ostrovy, gaelsky Na h-Eileanan Tarsainn). Druhým nejvyšším vrcholem Rùmu i Malých ostrovů je Ainshval (781 m n. m.), vzdálený přibližně 1,7 km vzdušnou čarou od vrcholu Askivalu směrem na jihozápad.

## Geografie a ochrana přírody
Ostrov Rùm  je největší ze skupiny Small Isles, která leží v Hebridském moři mezi západním pobřežím Skotska, ostrovem Skye a ostrovy South Uist a Barra ve Vnějších Hebridách. Pohoří Cuillin na Rumu je stejně jako celý ostrov vulkanického původu. Reliéf pohoří Cuillin byl vymodelován v období zalednění během pleistocénu. Hora Askival, která se tyčí v jihovýchodní části ostrova, je spolu s celým Rùmem součástí místní národní přírodní rezervace, vyhlášené 4. dubna 1957.  Kromě historie a krajinné hodnoty je velmi oceňován také geologický význam zdejšího horstva. Mezi místní zajímavosti patří i skutečnost, že ostrov je jedním z nejvýznamnějších světových hnízdišť buřňáků severních, jejíchž hnízda lze nalézt i na svazích Askivalu.
Ostrov Rùm je zároveň součástí Geoparku Lochaber, který byl založen v roce 2006 a později byl začleněn do Sítě evropských geoparků a v letech 2007 - 2011 též do Globální sítě geoparků UNESCO.

## Dostupnost
Na ostrov Rùm existuje třikrát týdně lodní spojení trajektem společnosti Caledonian MacBrayne z Mallaigu. Od zámku Kinloch, který se nachází nedaleko přístavu ve stejnojmenné osadě na východním pobřeží ostrova, vede stezka vzhůru proti proudu potoka Allt Slugan a´Choilich až na vrchol Hallivalu (723 m n. m.), odkud se pokračuje po kamenitém hřebeni dále na jih k vrcholu Askivalu. Celá trasa je dlouhá zhruba 6 km.

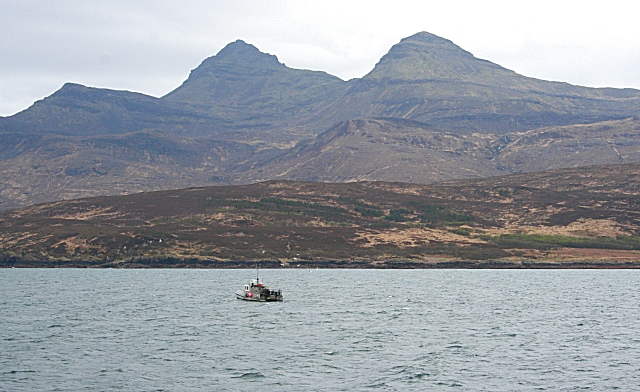
Askival a Hallival (vpravo) z lodě, plující do zátoky Loch Scresort
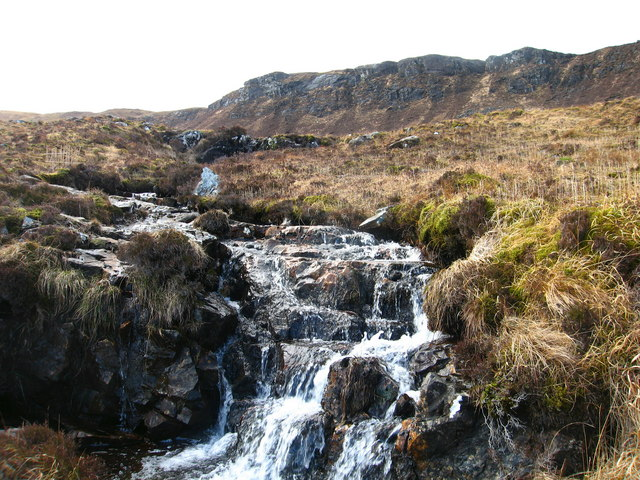
Potok na cestě z Kinlochu do hor
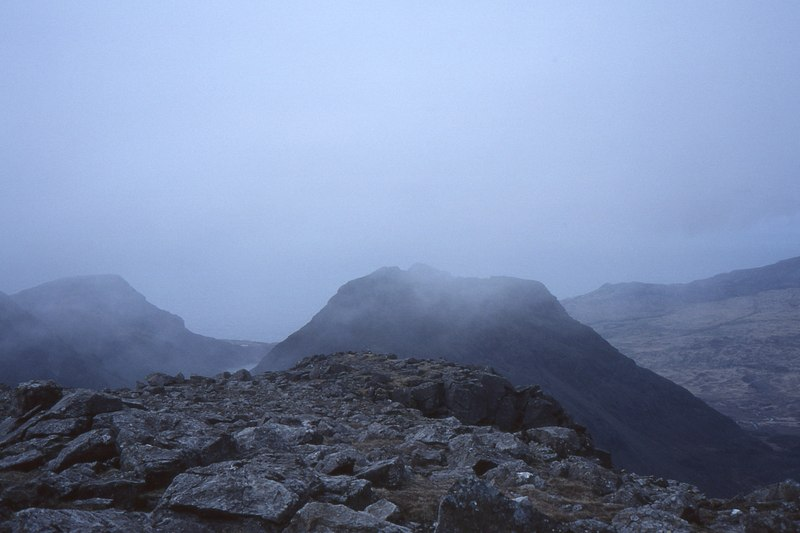
Vrchol Askivalu v mlze
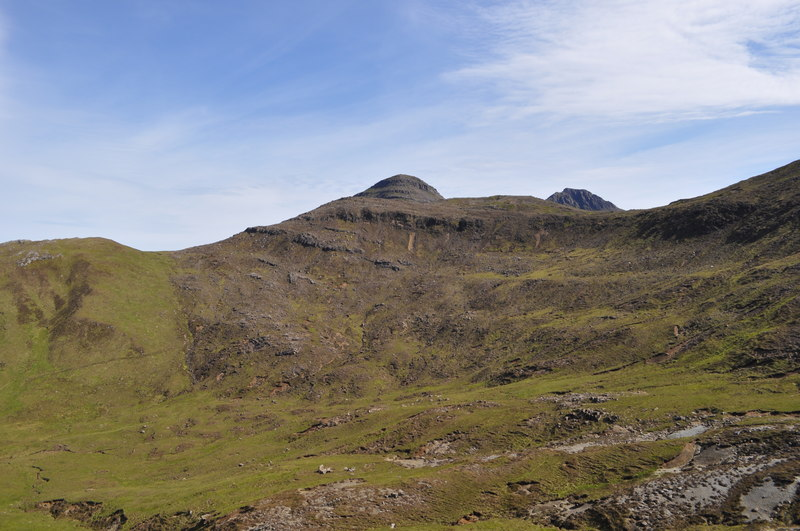
Vrcholy Hallivalu a Askivalu, v popředí vrstvy sopečných intruzí
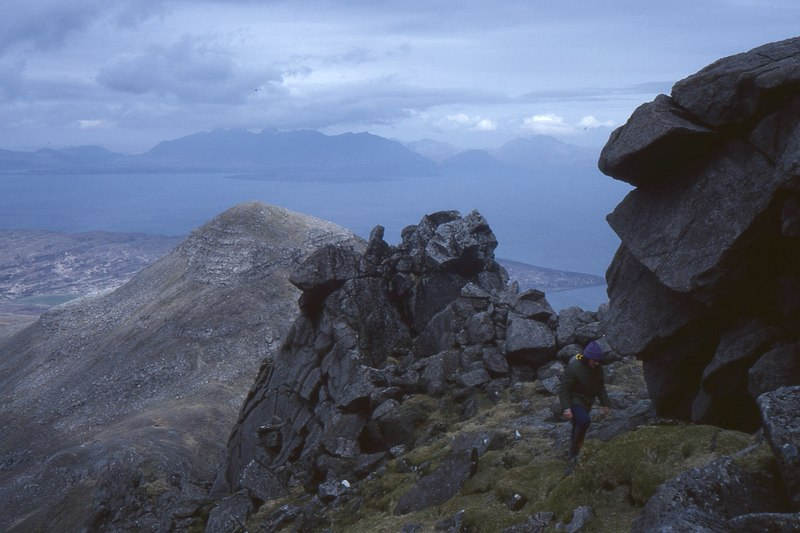
Pohled z  Askivalu přes Hallival na ostrov Skye s pohořím Cuillin